# West Point Grey

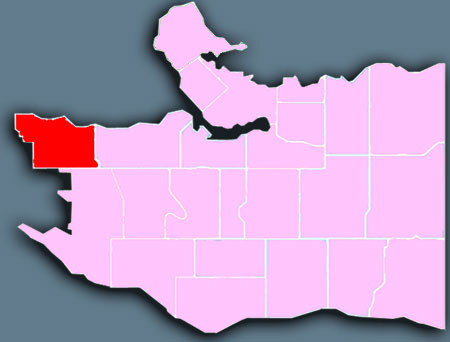
Poloha čtvrti West Point Grey v rámci Vancouveru

West Point Grey, nazývaný také Point Grey je jedna ze dvou nejvíce na západ položených čtvrtí kanadského města Vancouver v Britské Kolumbii. Na jihu ji ohraničuje 16 Avenue, na východě ulice Alma Street, na severu zátoka English Bay a na západě ulice Blanca Street. Leží v těsné blízkosti kampusu Univerzity Britské Kolumbie. Mnoho obyvatel čtvrti pronajímá studentům univerzity svoje ubytovací prostory, i když jsou tyto pronájmy nelegální a nijak regulované městem.
Ve West Point Grey stojí největší ubytovna pro mládež ve Vancouveru. Hlavní centrum obchodů a restaurací se táhne podél West 10 Avenue mezi ulicemi Tolmie Street a Discovery Street. Směrem na sever od West 4 Avenue stoupá strmý svah, pod kterým jsou pláže Locarno Beach a Spanish Banks.
V severovýchodní části West Point Grey má svoje velitelství 39. Kanadská Brigáda armádních rezervistů.
Kromě Univerzity vzdělání ve čtvrti zajišťuje střední škola Lord Byng Secondary School, základní školy Queen Elizabeth Elementary School, Queen Mary Elementary School a Jules Quesnel Elementary School a soukromá West Point Grey Academy.